# Brasc
Brasc (okzitanisch gleichlautend) ist ein Ort und eine südfranzösische Gemeinde mit 172 Einwohnern (Stand: 1. Januar 2022) im Département Aveyron in der Region Okzitanien (vor 2016 Midi-Pyrénées). Brasc gehört zum Arrondissement Millau und zum Kanton Causses-Rougiers. Die Einwohner werden Brascais genannt.

## Lage
Brasc liegt etwa 37 Kilometer östlich von Albi im Südwesten der historischen Provinz Rouergue. Der Tarn begrenzt die Gemeinde (teilweise) im Norden. Umgeben wird Brasc von den Nachbargemeinden Réquista im Norden und Nordwesten, Connac im Norden, Montclar im Osten und Südosten, Coupiac im Süden, La Bastide-Solages im Südwesten sowie Fraissines im Westen und Südwesten.

## Bevölkerungsentwicklung
| Jahr                       | 1962 | 1968 | 1975 | 1982 | 1990 | 1999 | 2006 | 2013 |
| Einwohner                  | 428  | 309  | 271  | 244  | 190  | 174  | 197  | 164  |
| Quellen: Cassini und INSEE |      |      |      |      |      |      |      |      |

## Sehenswürdigkeiten
- Kopie des Statuenmenhir de la Borie des Paulets

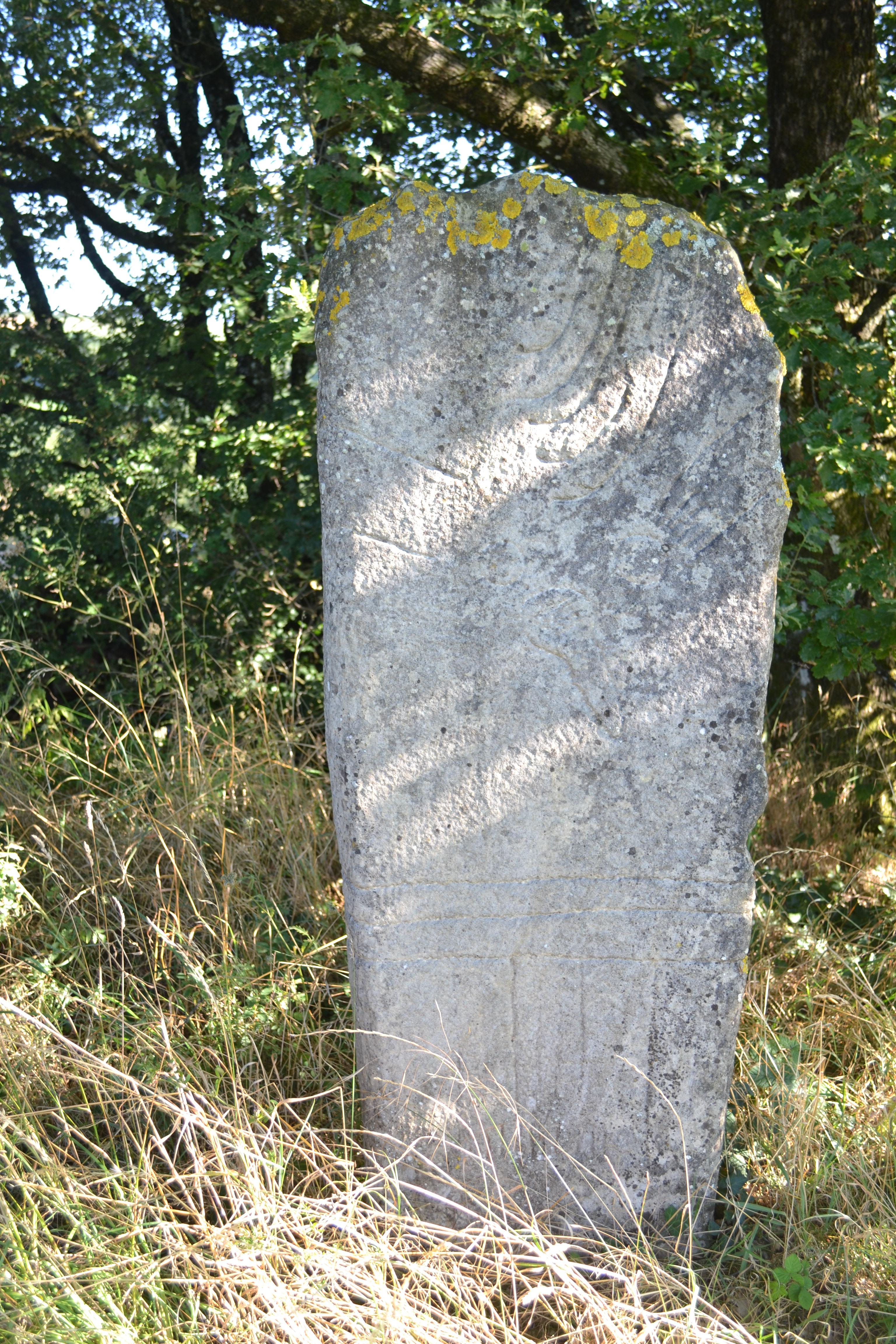
Kopie des Statuenmenhir de la Borie des Paulets

- Kirche Saint-Jean
- Kapelle in Saint-Dalmazi